# 南海治乱記
『南海治乱記』（なんかいちらんき）は、香西成資が四国(南海道)の中世史について記した通史。寛文3年(1663年)刊行。
将軍職の由来から説き起こし、四国の諸将が足利氏に従ったところから豊臣秀吉による九州・四国征伐までを記す。また、香西成資が出た香西氏のその後を記す「巻の十六　四国乱後記」と香西成資が幼少期より一族の古老などから聞き記した戦国期のエピソードを綴った「巻の十七　老父夜話記」が加えられ、全17巻となっている。のちに補訂を続け21巻からなる『南海通記』がまとめられた。現代語訳に教育社新書から『南海治乱記』(上中下)が出されている。